# ساوت آکومیتا ویلیج (نیومکزیکو)
ساوت آکومیتا ویلیج (به انگلیسی: South Acomita Village) یک منطقهٔ مسکونی در ایالات متحده آمریکا است که در نیومکزیکو واقع شده‌است. ساوت آکومیتا ویلیج ۱٫۴ کیلومتر مربع مساحت و ۱۰۵ نفر جمعیت دارد و ۱٬۸۳۷٫۹۷ متر بالاتر از سطح دریا واقع شده‌است.